# Цаган-Шибэту
Цага́н-Шибэту́ (монг. Цагаан Шивээтийн нуруу, «хребет — белая ограда») — горный хребет на юго-западе Тувы и северо-западе Монголии, в составе гор Южной Сибири. Расположен между массивом Монгун-Тайга и хребтом Танну-Ола. Хребет образует водораздел между бассейном реки Енисей и бессточной котловиной озера Уурэг-Нуур.
Хребет простирается с запада на восток на 130 км. Абсолютные высоты достигают 3495 м над у.м. в монгольской части — гора Цагаан Шувуут уул (с монг. — «белая птичья гора») и в российской части 3577 м над у. м. — гора Мунхулик. Сложен главным образом палеозойскими сланцами и вулканическими породами. Южный склон короткий, крутой, покрыт степями и горными тундрами; северный — растянутый, расчленён глубокими долинами рек верховий Хемчика, нижние части покрыты тайгой. Имеются следы древнего оледенения, современные ледники.
Район высшей точки — горы Мунхулик интересен со спортивной точки зрения, каждый год здесь проходят альпсборы региональных федераций альпинизма (главным образом Красноярского края и Республики Хакасия).Район изобилует маршрутами различной категории трудности — от 1Б до 6А.
Восточная, самая высокая часть хребта расположена в Монголии, в аймаке Увс. Высокогорная часть образует кластер «Цагаан-Шувуут-Уул» (монг. Цагаан Шувуут уул) монгольского заповедника Увс Нуурын Ай Сав.